# 极速前进拉丁美洲版
《极速前进拉丁美洲版》（西班牙語：The Amazing Race en Discovery Channel）是一個以美國真人秀節目《极速前进》為藍本的拉丁美洲版本。
該節目由拉丁美洲探索頻道聯同迪士尼攝製，首季在2009年9月20日至12月13日於探索頻道播放，主要使用語言為西班牙語及葡萄牙語，並由Harris Whitbeck主持。十三集的節目展示了十一隊各由兩位拉美國家人士所組成的參賽隊伍，遊歷多個拉美國家，爭奪二十五萬美元。
拉丁美洲版本第一季比賽包括十二個賽段，途經兩大洲共九個國家，全部為西班牙語使用國，包括：巴西、阿根廷、智利、秘魯、哥倫比亞、巴拿馬、多明尼加共和國、哥斯達黎加及墨西哥。此版本與美國版本不同之處為其起點與終點設於不同國家，而當中使用的線索信封及中途站地毯使用藍色及黑色。
節目第二季的報名申請已於2010年2月完結，並預計於同年秋季播放。
拉丁美洲版本第二季比賽包括十二個賽段，途經兩大洲共八個國家，包括：危地馬拉、墨西哥、哥倫比亞、委內瑞拉、巴西、阿根廷、玻利維亞、厄瓜多爾。
拉丁美洲版本第三季比賽包括十二個賽段，途經一大洲共五個國家，包括：阿根廷、烏拉圭、智利、厄瓜多爾、巴西。

## 參賽隊伍代表國家統計
下表列出每季來自各國的參賽隊數，表格預設依據地區英文名稱排序，可用各欄名旁邊的按鈕改變排序依據：
| 地區           | 第1季 | 第2季 | 地區合計 |
| -------------- | ----- | ----- | -------- |
| 阿根廷         | 2     | 1     | 3        |
| 巴西           | 2     | 1     | 3        |
| 智利           | 1     | 1     | 2        |
| 哥倫比亞       | 2     | 2     | 4        |
| 多明尼加共和國 | 0     | 1     | 1        |
| 墨西哥         | 2     | 3     | 5        |
| 巴拿馬         | 1     | 0     | 1        |
| 祕魯           | 0     | 1     | 1        |
| 委內瑞拉       | 1     | 1     | 2        |
| 季度合計       | 11    | 11    | 9國22隊  |

## 外部連結
- 官方網頁 （页面存档备份，存于）（西班牙文）